# 查理·鄧特
查理·鄧特（Charlie Dent；1960年5月24日—）是美國的一位政治人物。

## 生平
自2005年開始，他是賓夕法尼亞州第15選舉區選出的美國眾議院議員。他的黨籍是共和黨。鄧特出生在阿倫敦，擁有德國、英格蘭和愛爾蘭血統。